# Прискорювач (ракетобудування)

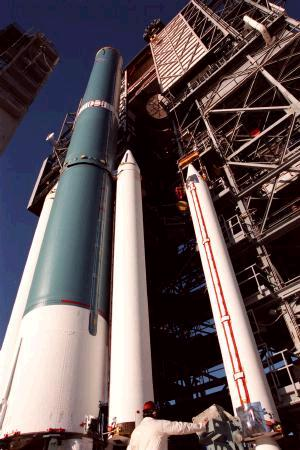
Твердопаливний ракетний прискорювач (праворуч) поруч із ракетою Delta II (синя). Два прискорювачі (білі) вже встановлені

Прискорювач (у ракетобудуванні) — додатковий реактивний пристрій, зазвичай одноразовий, який відкидають після вичерпання палива, а вмикають під час старту ракети, а також, часто, літака або БЛУ, для прискорення його розгону або скорочення розбігу під час злету. Найчастіше роблять у вигляді твердопаливної одноразової ракети з потужним імпульсом і нетривалим часом горіння, однак, як наприклад, на космічній багатооразовій системі Спейс Шаттл може бути практично повноцінним першим ступенем, який використовують після перезарядки новим пальним до 10 разів.
Недоліком твердопаливних прискорювачів є неможливість керування процесом горіння, а також відключення, пожежо- та вибухонебезпечність. Переваги — простота конструкції, можливість тривалого зберігання в заправленому стані та відносна дешевизна.
Несправність ущільнювального кільця корпусу бокового прискорювача МТКК Спейс Шаттл стала причиною загибелі космічного човна «Челленджер» 28 січня 1986.